# Woringen
Woringen – miejscowość i gmina w Niemczech, w kraju związkowym Bawaria, w rejencji Szwabia, w regionie Donau-Iller, w powiecie Unterallgäu, wchodzi w skład wspólnoty administracyjnej Bad Grönenbach. Leży w Szwabii, około 25 km na południowy zachód od Mindelheimu, przy autostradzie A7.

## Demografia
| Rok  | Liczba mieszk. |
| ---- | -------------- |
| 1970 | 1 306          |
| 1987 | 1 405          |
| 2000 | 1 628          |

## Polityka
Wójtem gminy jest Volker Müller, rada gminy składa się z 12 osób.
|      | CSU/Freie Bürger | Woringer Liste | Vereinigte Wahlgemeinschaft | Razem |
| 2008 | 4                | 8              | -                           | 12    |
| 2002 | 6                | 3              | 3                           | 12    |

## Oświata
W gminie znajduje się ewangelicko-luterańskie przedszkole oraz szkoła podstawowa (8 nauczycieli i 149 uczniów).